# S/2003 J 10
S/2003 J 10 – mały zewnętrzny księżyc Jowisza, odkryty 6 lutego 2003 roku przez grupę astronomów z Uniwersytetu Hawajskiego, kierowaną przez Scotta Shepparda.

## Charakterystyka fizyczna
S/2003 J10 jest jednym z najmniejszych księżyców Jowisza, jego średnicę ocenia się na około 2 km. Średnia gęstość tego ciała ma wartość ok. 2,6 g/cm3, a składa się przeważnie z krzemianów. Powierzchnia jest bardzo ciemna – albedo wynosi zaledwie 0,04. Z Ziemi można go zaobserwować jako obiekt o jasności wizualnej co najwyżej 23,6 magnitudo.
Satelita należy do grupy Karme.